# 潘愚非
潘愚非（2000年6月23日—）是一名中國男子運動攀登運動員。他曾經獲得2016年亞洲攀岩錦標賽男子難度賽銀牌和2018年亞洲攀岩錦標賽男子抱石賽銅牌、男子全能賽銅牌。

## 外部連結
- IFSC （页面存档备份，存于） （英文）
- 潘愚非的Instagram帳戶